# Кох (острво)

Острво Кох (енгл. Koch Island) је једно од острва у канадском арктичком архипелагу. Острво је у саставу канадске територије Нунавут. 
Површина износи око 458 km².
Острво је ненасељено.